# Gran Premi d'Europa del 2004
El Gran Premi d'Europa de la temporada 2004 es va disputar al circuit de Nürburgring el 30 de maig del 2004.

## Resultats de la cursa
| Pos | No | Pilot                | Equip              | Voltes | Temps/ Retirada | Pos. de sortida | Punts |
| --- | -- | -------------------- | ------------------ | ------ | --------------- | --------------- | ----- |
| 1   | 1  | Michael Schumacher   | Ferrari            | 60     | 1h 32' 35. 1    | 1               | 10    |
| 2   | 2  | Rubens Barrichello   | Ferrari            | 60     | + 17.9 s        | 7               | 8     |
| 3   | 9  | Jenson Button        | BAR - Honda        | 60     | + 22.5 s        | 5               | 6     |
| 4   | 7  | Jarno Trulli         | Renault            | 60     | + 53.6 s        | 3               | 5     |
| 5   | 8  | Fernando Alonso      | Renault            | 60     | + 1' 00.9 min.  | 6               | 4     |
| 6   | 11 | Giancarlo Fisichella | Sauber - Petronas  | 60     | + 1' 13.4 min.  | 19              | 3     |
| 7   | 14 | Mark Webber          | Jaguar - Cosworth  | 60     | + 1' 16.2 min.  | 14              | 2     |
| 8   | 3  | Juan Pablo Montoya   | Williams - BMW     | 59     | + 1 Volta       | 8               | 1     |
| 9   | 12 | Felipe Massa         | Sauber - Petronas  | 59     | + 1 Volta       | 16              |       |
| 10  | 18 | Nick Heidfeld        | Jordan - Ford      | 59     | + 1 Volta       | 13              |       |
| 11  | 17 | Olivier Panis        | Toyota             | 59     | + 1 Volta       | 10              |       |
| 12  | 15 | Christian Klien      | Jaguar - Cosworth  | 59     | + 1 Volta       | 12              |       |
| 13  | 19 | Giorgio Pantano      | Jordan - Ford      | 58     | + 2 Voltes      | 15              |       |
| 14  | 20 | Gianmaria Bruni      | Minardi - Cosworth | 57     | + 3 Voltes      | 20              |       |
| 15  | 21 | Zsolt Baumgartner    | Minardi - Cosworth | 57     | + 3 Voltes      | 17              |       |
| Ret | 10 | Takuma Sato          | BAR - Honda        | 47     | Motor           | 2               |       |
| Ret | 5  | David Coulthard      | McLaren - Mercedes | 25     | Motor           | 18              |       |
| Ret | 6  | Kimi Räikkönen       | McLaren - Mercedes | 9      | Motor           | 4               |       |
| Ret | 4  | Ralf Schumacher      | Williams - BMW     | 0      | Accident        | 9               |       |
| Ret | 16 | Cristiano da Matta   | Toyota             | 0      | Accident        | 11              |       |

## Altres
- Pole : Michael Schumacher 1' 28. 351

- Volta ràpida : Michael Schumacher 1' 29. 468 (a la volta 7)